# Cheshmeh Morād
Cheshmeh Morād (persiska: چشمه مراد) är en ort i Iran.   Den ligger i provinsen Khuzestan, i den centrala delen av landet, 600 km söder om huvudstaden Teheran. Cheshmeh Morād ligger 106 meter över havet och antalet invånare är 277.
Terrängen runt Cheshmeh Morād är huvudsakligen platt, men åt nordost är den kuperad.Runt Cheshmeh Morād är det ganska tätbefolkat, med 62 invånare per kvadratkilometer. Närmaste större samhälle är Longīr-e Vosţá, 6,6 km norr om Cheshmeh Morād. Trakten runt Cheshmeh Morād är ofruktbar med lite eller ingen växtlighet.